# 김성주 (방송인)
김성주(金聖柱, 1972년 10월 10일 ~ )는 대한민국의 아나운서 출신 프리랜서 방송인이다.

## 약력

### 젊은 시절
김성주는 1972년 10월 10일 충청북도 청원군 옥산면에서 한국기독교장로회 덕촌교회를 담임하던 목회자 김창경과 아내 박복순 사이에 1남 3녀 중 외아들로 태어났으며, 한때 목회지를 이동하던 아버지를 따라 충청북도 괴산군과 충청북도 영동군에서 잠시 유년기를 보낸 적이 있는 그는 중학생 때부터 청주시에서 성장하였다.

### 아나운서 입사, 프리랜서 선언
김성주는 1995년 12월, 국정 뉴스를 전하는 케이블 방송(KTV)에서부터 시작으로 방송을 시작했고, 1997년 한국스포츠TV에 입사해 스포츠 캐스터로 활동을 시작했다. 3년간 스포츠 케이블 방송에서 중계를 하며 탄탄한 이력을 쌓아간 그는 1999년에 지상파 TV방송 MBC에 공채 아나운서로 입사하였다. 이후 《생방송 화제집중》을 박나림 아나운서와 함께 진행하면서 얼굴을 알리며 인지도를 굳히기 시작했다. 2006년《2006 독일 월드컵PP》을 차범근, 차두리 부자와 함께 중계하며 시청자들에게 큰 인기를 얻었고, 각종 스포츠 중계에서 두각을 나타냈다. 그는 뉴스 진행부터 교양프로 MC, 라디오 DJ, 스포츠 캐스터까지 활발한 활동을 보여주며 MBC를 대표하는 아나운서로 자리잡았다. 하지만 2007년 3월에 프리랜서 선언하게 되면서 당시 MBC에서 출연 중이던 프로그램을 모두 하차하게 되었다.
김성주는 이후 프리선언 1년만인 2008년 2월에 파일럿 프로그램인 《퀴즈쇼 부릉부릉》으로 MBC에 복귀하였다. 그 후 《명랑히어로》에서 고정 MC를 맡았고, MBC 전속 아나운서 시절 진행했던 MBC FM4U의 프로그램 《굿모닝 FM》으로 10월 13일부터 1년 7개월만에 다시 복귀하였다. 하지만 2009년 봄 MBC 방송이 개편되면서 《명랑히어로》는 폐지되었고 《굿모닝FM》은 후배 오상진에게 DJ 자리를 내주었다. 그는 스포츠 캐스터로서의 활동은 프리랜서 선언 이후에도 여전하여, 2008년부터 2009년까지 MBC ESPN 프로농구 중계방송의 캐스터로 활동해 왔으며, 2009년 6월에는 MBC ESPN 프로야구, 겨울은 프로농구의 중계방송 캐스터로 활동했다.
김성주는 2009년부터 Mnet의 대국민 오디션 프로그램인 《슈퍼스타K》의 생방송 무대를 진행하고 있으며, 그의 유행어인 '60초 후에 뵙겠습니다'는 슈퍼스타 K2에서 생겨났다. 그외에도 《슈퍼스타K》를 시작으로 CJ E&M 계열 케이블 TV에서 활발히 활동하면서 다시 최고의 자리에 오르는데 성공했다. 2011년에는 CMB 친친 청소년 가요제에서 MC로도 활동하였다. 2012년에는 당시 MBC는 파업 중이였기 때문에 정상적인 올림픽 중계를 위해서는 인력이 부족했고 이 상황에서 김성주가 MBC 《2012년 런던 올림픽》 개막식·축구·수영 종목 중계 캐스터를 맡았고, 화려하게 스포츠 캐스터로 복귀했다. 또한 그는 한동안 케이블이나 종편에서 활동을 하다가 2012년에 《스타부부쇼 자기야》 고정 패널 출연을 시작으로 2013년에 도박 사건으로 하차한 김용만을 대신해 MC 합류했고, 최근 현재 일밤의 《아빠! 어디가?》로 지상파 방송에 성공적으로 재입성하였다. 특히 현재 《아빠! 어디가?》에서는 장남 김민국과 함께 출연하며 예능인으로 활약했고, 자녀와 산골 오지에서 1박 2일 동안을 함께 보내며 실수도 많고 허술하지만 아이들과 눈높이에서 대화하려 노력하는 아빠들의 모습들과 예체능 그리고 고백 또는 한국기행 또는 세계테마기행 또는 활약상까지 시청자들의 많은 사랑을 받았다. 김성주는 2013년 MBC 방송연예대상에서 다른 출연진들과 함께 영예의 대상을 수상하기도 했다. 시즌 2에는 차남 김민율과 함께 출연했다.
2014년에는 MBC와 소치 올림픽, 브라질 월드컵, 인천 아시안 게임 중계 캐스터 계약을 맺어 다시 한번 MBC에서 스포츠 중계를 진행했고, 특히 《인천 아시안 게임》은 KBS 윤수영 아나운서와 함께 개폐회식 사회를 맡았다.
김성주는 현재 프리랜서 방송인이지만 스포츠 전문 캐스터로 독보적인 존재감을 발휘하고 있으며, 대중들에게 친근하고 명쾌한 중계를 선보이며 믿고 보는 국민 캐스터로 자리잡았다.

### 에피소드
김성주는 2013년 SBS 《힐링캠프 기쁘지 아니한가》에 출연해 한국스포츠tv 재직시 광화문에서 회사를 살리기 위해 서울 시민들에게 전단지를 나눠주다가 근처 언론사 기자로 활동하는 친누나를 만났다고 토크 프로그램에서 밝혔으나 정확히 누구라고 밝히지는 않았다. 그리고 2014년에 《브라질 월드컵》 끝난 직후 TV조선 《뉴스쇼 판》에 출연하게 되면서 이 프로그램을 진행하는 김윤덕 기자(조선일보 문화부 차장)가 자신이 과거에 언급했던 친누나라고 밝혔다.

## 학력
- 괴산명덕초등학교
- 세광중학교 (1988년 졸업)
- 청석고등학교 (1991년 졸업)
- 중앙대학교 사회과학대학 정치외교학과 (학사) (1991학번, 1998년 졸업)
- 중앙대학교 대학원 신문방송학과 석사과정 졸업 및 언론학 석사
  - 학위논문명 : TV 스포츠 프로그램 제작에 영향을 미치는 요인에 대한 연구

## 결혼과 가족
김성주는 중앙대학교 캠퍼스 커플이었던 아내 진수정과 9년간의 오랜 연애끝에 2002년 10월 19일 결혼식을 올렸다. 두 사람에게는 장남 김민국(2004년 출생), 차남 김민율 (2009년 출생), 장녀 김민주(2013년 출생) 세 자녀가 있다.

## 방송 및 기타 활동

### 현재 출연 프로그램
- 2015년 ~ MBC 《미스터리 음악쇼 복면가왕》 - 진행
- 2021년 ~2025 JTBC 《뭉쳐야 찬다 3》 - 고정 출연
- 2022년 ~ 2022 JTBC 《전설체전》 - 공동 진행
- 2023년 ~ TV조선 《미스터로또》 - 진행
- 2023년 TV조선 《미스트롯3》 - 진행
- 2023년 MBC every1 《시골경찰리턴즈》 - 고정 출연
- 2024년-2025년TV조선 《미스터트롯3》 - 진행

### 이전 출연 프로그램

#### MBC 아나운서 소속
- 2002년 MBC 《스포츠 하이라이트》
- 2002년 MBC 《MBC 스포츠특선》
- 2002년 MBC 《2002년 한일 월드컵》 - 중계 캐스터
- 2002년 MBC 《토요일엔 떠나볼까》
- 2002년~2003년 MBC 《주말 MBC스포츠뉴스》
- 2003년 MBC 《생방송 화제집중》
- 2004년 MBC 《사과나무》
- 2004년 MBC 《실험쇼 진짜진짜》
- 2005년~2006년 MBC 《생방송 정보토크 - 팔방미인》
- 2005년~2006년 MBC 《가족愛발견》- 진행 및 내레이션
- 2005년 MBC 《느낌표》
- 2006년 MBC 《황금어장》
- 2006년 MBC 《2006년 독일 월드컵》 - 중계 캐스터
- 2006년 MBC 《2006년 도하 아시안 게임》 - 중계 캐스터
- 2007년 MBC 《일요일일요일밤에 - 경제야 놀자》
- 2007년 MBC 《불만제로》

#### 프리랜서 활동
- 2005년 KBS 1TV 《도전! 골든벨》 259회(1월 23일) 출신 동문으로 출연
- 2008년 MBC 《퀴즈쇼 부릉부릉》 공동 MC
- 2008년 MBC 《MBC 스페셜 - '나는 이영애다'》 - 내레이션
  - 2009년 MBC 《MBC 스페셜 - '당신은 박지성을 아는가'》 - 내레이션
  - 2011년 MBC 《MBC 스페셜 - 셀러브리티 바이오그래피 '태희의 재발견'》 - 내레이션
- 2008년 MBC 《의학 다큐멘터리 '닥터스'》 - 내레이션
- 2008~2009년 MBC 《명랑히어로》 공동 MC
- 2008년~2010년 MBC Sports+ (구 MBC ESPN) 《2008-09 / 2009-10 프로농구와 프로야구》 - 중계 캐스터
- 2008년~2012년 tvN 《E NEWS》 MC
- 2009년 Mnet 《슈퍼스타K》 MC[31]
  - 2010년 Mnet 《슈퍼스타K 2》 MC
  - 2011년 Mnet 《슈퍼스타K 3》 MC
  - 2012년 Mnet 《슈퍼스타K 4》 MC
  - 2013년 Mnet 《슈퍼스타K 5》 MC
  - 2014년 Mnet 《슈퍼스타K 6》 MC
  - 2015년 Mnet 《슈퍼스타K 7》 MC
- 2009년 J골프 《J골프 매거진》 MC
- 2009년 MBC every1 《러브 에스코트》 MC
- 2009년~2013년 tvN 《화성인 바이러스》 공동 MC
  - 2009년~2010년 tvN 《화성인 VS 화성인》
- 2010년 tvN 《네버랜드》
- 2010년~2011년 tvN 《E NEWS SUNDAY》 MC
- 2010년 스토리온 《엄마, 영어에 미치다 시즌 1》 MC
  - 2011년 스토리온 《엄마, 영어에 미치다 시즌 2》 MC
- 2010년 MBC 《추석특집 '아이돌스타 육상선수권대회 아이돌스타 올림픽'》 공동 MC
  - 2012년 MBC 《2012 런던올림픽 특집 '아이돌 스타 올림픽'》 공동 MC
  - 2014년 MBC 《설날특집 '아이돌 스타 육상양궁 풋살 컬링 선수권대회'》 공동 MC
- 2010년 EBS 《60분 부모》 MC
- 2010년~2011년 KBS JOY 《어깨동무》 MC
- 2011년 스토리온 《세기의 커플》 MC
- 2011년 MBC 《추석특집 스타 경매쇼》
- 2011년~2012년 채널A 《김성주의 모닝카페》 MC
- 2011년~2012년 채널A 《불멸의 국가대표 시즌 1》 MC
  - 2013년 채널A 《불멸의 국가대표 시즌 2》 MC
- 2011년~2012년 MBN 《전국 퀴즈 선수권 대회》 MC
- 2012년 tvN 《SNS 마케팅쇼 완판기획》 MC
- 2012년 tvN 《2012년 미스코리아 선발대회》 MC
- 2012년 tvN 《앵그리 버스》 공동 MC
- 2012년 MBC 《2012년 런던 올림픽》 - 개막식·축구·수영 중계 캐스터
- 2012년 tvN 《현장 토크쇼 택시》특별 MC
- 2012년 채널A 《한양 스캔들》 MC
- 2012년 MBC every1 《세상에 단하나뿐인 강의》 MC
- 2012년~2013년 TV조선 《속설검증쇼 속사정》 MC
- 2012년~2013년 SBS 《스타부부쇼 자기야》 패널 및 공동 MC
- 2013년~2015년 MBC 《스포츠특선 카!센터》 MC
- 2013년 MBC 《파이널 어드벤처》 MC
- 2013년 MBC 《위인전 주문 제작소》 MC
- 2013년 MBC 《스토리쇼 화수분》 공동 MC
- 2013년~2014년 MBC 《도전! 발명왕 - 전국발명자랑쇼》 MC
- 2013년~2015년 MBC 《일밤 - 아빠! 어디가?》 MC
- 2013년 12월 31일~2014년 1월 1일 MBC 《가요 대제전》 MC
  - 2014년 12월 31일~2015년 1월 1일 MBC 《가요 대제전》 MC
  - 2015년 12월 31일~2016년 1월 1일 MBC 《가요 대제전》 공동 MC
- 2014년 MBC 《2014년 소치 올림픽》 - 스피드 스케이팅·피겨 스케이팅 중계 캐스터
- 2014년 MBC 《2014년 브라질 월드컵》 - 중계 캐스터
- 2014년 tvN 《공유TV 좋아요》 MC
- 2014년 MBN 《세대격돌! 대화가 필요해》 MC
- 2014년 MBC 《월드컵 스페셜 꿈★을 그리다》
- 2014년 MBN 《건강비법 100세로》 공동 MC
- 2014년 MBC 《추석특집 나는 가수다》 공동 MC
- 2014년 tvN 《오늘부터 출근》
- 2014년 MBC 《소원을 말해요》 공동 MC
- 2014년 JTBC 《백인백곡 끝까지 간다》 공동 MC
- 2014년 MBC 《2014년 인천 아시안 게임》 개막식 사회자, 축구, 수영, 펜싱, 양궁 중계 캐스터
- 2014년 JTBC 《보스와의 동침》 공동 MC
- 2014년 O'live 《한식대첩 2》 MC
- 2014년 ~ 2018년 tvN 《명단공개》 공동 MC
- 2014년 ~ 2019년 JTBC 《냉장고를 부탁해》 공동 MC
  - 2015년 O'live 《한식대첩 3》 MC
- 2015년 MBC every1 《결혼 터는 남자들》 공동 MC
- 2015년 tvN 《고교10대천왕》 공동 MC
- 2015년 MBC 《광복 70주년 특집 2015 'DMZ 평화콘서트'》 공동 MC
- 2015년 MBC 《DMC 페스티벌 특별생방송 여러분의 선택! 복면가왕》 MC
- 2015년 MBC 《어게인 인기가요 베스트 50 95~96》 공동 MC
- 2015년 MBC 《창사 54주년 특집 MBC 스포츠 ING생명 챔피언스 트로피 골프》 중계 캐스터
- 2015년 TV조선 《영수증을 보여줘》 공동 MC
- 2015년 MBC 《방송연예대상》 공동 MC
- 2016년 MBC 《AFC U-23 축구 선수권 대회》 중계 캐스터
- 2016년 MBC 《인스타워즈》 공동 MC
- 2016년 SBS 《나를 찾아줘》 MC
- 2015년~2016년 EBS 《두근 두근 학교에 가면》 공동 MC
- 2016년 Mnet 《스타x어린이 콜라보 뮤직쇼 위키드》 MC
- 2016년 JTBC 《쿡가대표》 공동 MC
- 2016년 MBC 《UEFA 유로 2016》 중계 캐스터
- 2016년 SBS 《셀프 디스 코믹 클럽》 공동 MC
- 2016년 MBC 《2016년 리우 올림픽》 개막식·축구·골프·펜싱·배드민턴 중계 캐스터
- 2016년 MBC 《능력자들》 공동 MC
- 2016년 MBC 창사 55주년 특집 《ING생명 챔피언스트로피 - 박인비 인비테이셔널》 캐스터
- 2017년 tvN 《수업을 바꿔라》 공동 MC
- 2017년 채널A 《사심충만 오!쾌남》 공동 MC
- 2017년 MBC 《랭킹쇼 1,2,3》 MC
- 2018년 TV조선 《5000만의 나눔퀴즈쇼 #주세요》 MC
- 2018년 ~ 2021년 SBS 《백종원의 골목식당》
- 2019년 채널A 《리와인드 - 시간을 달리는 게임》 MC
- 2019년 KBS2 《씨름의 희열》
- 2019년 TV조선 《내일은 미스트롯》 MC
- 2019년 ~ 2021년 JTBC 《뭉쳐야 찬다》 - 고정출연
- 2020년 TV CHOSUN 《내일은 미스터트롯》 - 진행
- 2020년 TV조선 《내일은 미스트롯2》 - 진행
- 2020년 SBS F!L 《홈데렐라》
- 2020년 MBC 《편애중계》
- 2020년 ~ 2021년 TV CHOSUN 《신청곡을 불러드립니다 - 사랑의 콜센타》 - 진행
- 2021년 JTBC 《뭉쳐야 쏜다》 고정출연
- 2021년 TV CHOSUN 《내일은 국민가수》 MC
- 2021년 ~ 2022년 KBS2 《개승자》 MC
- 2022년 TV CHOSUN 《대한민국 축구 국가대표팀 A매치》 - 중계 캐스터
- 2022년 MBC every1 《전설끼리 홀인원》 - 진행
- 2022년 채널A 《강철볼-피구전쟁》 - 진행
- 2022년 MBC 《2022년 FIFA 월드컵》 - 중계 캐스터
- 2022년 TV CHOSUN 《내일은 미스터트롯2》 - 진행
- 2023년 MBC every1 《시골경찰 리턴즈》
- 2023년 MBC 《2023년 FIFA U-20 월드컵》 - 중계 캐스터
- 2023년 SBS 《손대면 핫플! 동네멋집》 - 진행
- 2023년 MBC 《2023년 FIFA 여자 월드컵》 - 중계 캐스터
- 2023년 MBC 《2022년 아시안 게임》 - 개막식·축구·펜싱 중계 캐스터
- 2023년 TV CHOSUN 《미스트롯3》 - 진행
- 2024년 MBC 《2024년 하계 올림픽》 - 수영·양궁·펜싱·배드민턴·골프 중계 캐스터
- 2024년 MBC every1 《히든아이》 - 진행
- 2024년 TV CHOSUN 《미스터트롯3》 - 진행
- 2025년 MBN 《총100SHOW》 - 진행
- 2025년 MBC 《2025년 동계 아시안 게임》 - 쇼트트랙 중계 캐스터

#### 게스트 출연
- 2008년 MBC 《황금어장 - 무릎팍도사》
- 2011년 KBS 《해피투게더 시즌 3》 - '무소속 방송인' 특집
- 2013년 SBS 《힐링캠프 기쁘지 아니한가》
- 2014년 MBC 《황금어장 - 라디오스타》 - '마! 거시기 새해 드래요?' 특집
- 2014년 MBC 《황금어장 - 라디오스타》 - '아빠 브라질가?' 특집
- 2014년 TV조선 《뉴스쇼 판》
- 2015년 KBS 《해피투게더 시즌 3》 - '브로맨스' 특집
- 2015년 MBC 《황금어장 - 라디오스타》 - '닥치고 복면사수! 가려야 사는 사람들' 특집
- 2016년 MBC 《마이 리틀 텔레비전》 - 'MLT 19 - 김느&안느 by 아빠의 활약상'
- 2016년 MBC 《무한도전》 - '예능총회' 특집
- 2016년 MBC 《미래일기》 - '최고령 중계 캐스터'
- 2016년 TV조선 《엄마가 뭐길래》

#### 라디오 프로그램 (진행, 출연)
- 2003년 ~ 2007년, 2008년 MBC FM4U 《김성주의 굿모닝FM》 - DJ
- 2014년 ~ 2014년 EBS FM 《EBS 책 읽는 라디오 낭독 시리즈》
- 2015년 ~ 2016년 3월 25일 KBS 2FM 《김성주의 가요 광장》 - DJ

### 드라마
- 2004년~2005년 MBC 《단팥빵》 - 인터뷰 하는 남자 역 (목소리출연)
- 2004년 MBC 《아일랜드》 - 아나운서 역
- 2009년 MBC 《2009 외인구단》 - 캐스터 역
- 2011년 MBC 《최고의 사랑》 - 영화 시사회 진행자 역 (특별 출연)
- 2016년 KBS2 《기적의 시간 로스타임》 - 중계 캐스터 역

### 영화
- 2009년 《국가대표》 - 한국 캐스터 역
- 2010년 《소명 2 : 모겐족의 월드컵》 - 내레이션
- 2011년 《가문의 수난》 - 한국인 아나운서 역
- 2013년 《미스터 고》 - 내레이션
- 2014년 《곤충왕국 3D》 - 내레이션 (With 김민국, 김민율)

### M/V
- 2010년 씨스타 - 니까짓게

## 광고
- 2007년 하나투어
- 2007년 신한라이프 무배당라이프정기보험
- 2008년 문화체육관광부, 국민생활체육협의회 《스포츠 7330》
- 2011년 한국P&G 《질레트 퓨전 프로글라이드》
- 2011년 한돈자조금관리위원회 《한돈》
- 2011년 바로원
- 2012년 LG전자 《LG 시네마 3D 스마트TV》 (With 원빈, 소녀시대)
- 2013년 농심 《올리브 짜파게티》 (With 김민국, 윤민수, 윤후)
- 2013년 우리카드 《듀엣플레티늄 카드》
- 2013년 LG유플러스 《LTE A》
- 2013년 한국MSD 《로타텍》
- 2013년 부경양돈농협 《포크밸리》
- 2014년 동국제약 《인사돌》 (With 최불암, 김경란)
- 2014년 삼성테스코 《홈플러스》 (With 성동일 & 송종국 & 윤민수 가족)
- 2014년 삼성카드 《홀가분 프로젝트》 (With 이종혁 & 윤민수 가족)
- 2014년 MBC 월드컵중계 《월드컵은 MBC》 (With 안정환, 송종국, 서형욱)
- 2014년 LS네트웍스 《잭울프스킨 캠핑》 (With 류진 & 정웅인 가족)
- 2014년 동원F&B 《리챔》 (With 김민율)
- 2014년 환경부 《제12차 생물다양성협약 당사국총회 평창 2014》 (With 김민국, 김민율, 윤성규)
- 2015년 웅진씽크빅 《씽크U수학》
- 2015년 동국제약 《판시딜》 (With 윤종신)
- 2015년 동원F&B 《동원양반김》 (With 최현석, 김풍)
- 2015년 현대자동차 (With 안정환)
- 2015년 보해양조 《아홉시반 캠페인》(With 김제동, 이원일, 홍석천, 최현석)
- 2015년 롯데제과 《말랑카우》 (With 김영철, 샘킴)
- 2015년 한국 마즈 《시저》 (With 최현석, 김풍)
- 2016년 토니모리 (With 안정환)
- 2016년 하나투어 (With 박보검)
- 2016년 롯데하이마트 (With 안정환)
- 2016년 애경산업 《2080 진지발리스》
- 2017년 동국제약 《판시딜》(With 이시아)
- 2018년 동국제약 《판시딜》(With 안정환)
- 2019년 매일유업 《셀렉스》
- 2020년 비에스푸디 음식물처리기
- 2022년 동국제약 《카리토포텐》
- 2023년 남양유업 《테이크핏케어》
- 2024년 동국제약 《카리토포텐》 (With 강호동)
- 2024년 SA 슈올즈
- 2025년 불스원 《불스원샷》 (With 고규필)

## 경력
- 1998년 ~ 2000년 SBS SPORTS 아나운서
- 2000년 ~ 2007년 MBC 아나운서
- 2006년 취업 홍보대사
- 2007년 실종아동찾기 홍보대사
- 2008년 한국토지공사 홍보대사
- 중앙대학교 신문방송학과 강사
- 2010년 원자력 홍보대사
- 2010년 명예 소방대원
- 2011년 한돈자조금관리위원회 홍보대사
- 2012년 MBC 런던 올림픽 캐스터
- 2013년 영웅 망토 릴레이 캠페인 홍보대사
- 2017년 대한 파킨슨병 및 이상운동질환 학회 홍보대사

## 가족관계
- 배우자 :진수정
  - 장남 :김민국(2004~) 19살
  - 차남 :김민율(2009~) 14살
  - 장녀 :김민주(2013~) 11살

## 수상 및 후보
- 2004년 MBC 연기대상 TV MC부문 특별상 작품 : 사과나무
- 2005년 MBC 연기대상 라디오부문 우수상 작품 : 굿모닝 FM
- 2006년 제7회 대한민국영상대전 포토제닉상 아나운서부문
- 2006년 MBC 방송연예대상 인기상 작품 : 황금어장 일밤
- 2006년 MBC 방송연예대상 굴욕상
- 2013년 MBC 방송연예대상 PD상 작품 : 아빠 어디가
- 2013년 MBC 방송연예대상 대상 《아빠 어디가》팀
- 2014년 MBC 방송연예대상 MC부문 특별상 MBC 아시안 게임 MBC 브라질 월드컵
- 2015년 한국방송대상 TV진행자상
- 2015년 MBC 방송연예대상 뮤직토크쇼부문 남자 최우수상 《미스터리 음악쇼 복면가왕》
- 2016년 MBC 방송연예대상 뮤직토크쇼부문 남자 최우수상 《미스터리 음악쇼 복면가왕》
- 2017년 MBC 방송연예대상 PD상 《미스터리 음악쇼 복면가왕》팀
- 2018년 SBS 연예대상 베스트 MC상 《백종원의 골목식당》
- 2019년 MBC 방송연예대상 올해의 예능인상 작품 : 복면가왕
- 2020년 브랜드 고객충성도 대상 아나테이너 남자부문
- 2020년 SBS 연예대상 공익예능상 작품 : 백종원의 골목식당
- 2020년 MBC 방송연예대상 올해의 예능인상 작품 : 백종원의 골목식당
- 2021년 MBC 방송연예대상 올해의 예능인상 작품 : 복면가왕
- 2021년 MBC 방송연예대상 베스트 포맷상 ( 미스터리 음악쇼 복면가왕 팀 ) 작품: 복면가왕
- 2022년 MBC 방송연예대상 올해의 예능인상 프로듀서 MC상
- 2023년 MBC 방송연예대상 프로듀서 MC상
- 2024년 MBC 방송연예대상 베스트 파트너상

## 경쟁 아나운서
- 윤인구(24기) - KBS 아나운서
- 손범규 - SBS 아나운서